# Rittergut Schönfeld
Die Rittergüter Ober- und Unterschönfeld waren zwei Rittergüter in Schönfeld und bis 1868 Patrimonialgerichte in Reuß ältere Linie. Da beide seit 1776 in gemeinsamen Besitz waren, war auch die Bezeichnung Rittergut Schönfeld üblich.

## Geschichte
Das Rittergut war eines der bedeutendsten und ältesten reußischen Rittergüter. Erste urkundliche Erwähnungen nennen die Familie Metzsch als Besitzer. Seit 1588 war das Rittergut Schönfeld im Eigentum der Familie von Kommerstädt. 1663 entstanden durch Erbteilung die Rittergüter Oberschönfeld und Unterschönfeld.
Der Unterschönfelder Zweig nannte sich nun "Commerstädt" nannte. Ab 1725 ging die Familie Commerstädtin Konkurs und das Rittergut Unterschönfeld wurde im Jahr 1753 zwangsversteigert. Am 13. Juli 1753 erwarb der reußische Kammerkommissar Johann Christoph Brand das Rittergut. Am 24. August 1753 ging es auf den nicht regierende Graf Heinrich VI. von Reuß-Untergreiz, am 21. Oktober 1762 auf Johann Georg Reinhold und bei einer weiteren Versteigerung im Februar 1769 auf Heinrich Wilhelm Rudolph Christian von Kommerstädt (1740–1815), dem Vater von Friedrich Wilhelm von Kommerstädt über. Heinrich Wilhelm Rudolph Christian von Kommerstädt war der Besitzer von Rittergut Oberschönfeld. Ab dem Jahr 1776 wurden beide Güter gemeinsam verwaltet. Erbe war der königlich sächsischen Major Baron Heinrich Leberecht Wilhelm von Kommerstädt und danach dessen Sohn Heinrich Ludwig von Kommerstädt. Das Rittergut Schönfeld verblieb noch bis 1912 im Besitz der Familie von Kommerstädt und gehörte danach bis zur Enteignung in der SBZ 1945 der Familie Gneist.

## Umfang
Bestandteile des Ritterguts Schönfeld waren Schönfeld, Waltersdorf und ein Teil von Reinsdorf sowie bis um 1640 kursächsische Lehen, vor allem in Brockau. Ein Lehnbrief vom 22. März 1587 nannte insgesamt 34 reußischen Rittergutsuntertanen (10 in Schönfeld, 12 in Waltersdorf und 12 in Reinsdorf). Ein weiterer vom 31. Januar 1661 nennt insgesamt 44 (10 in Schönfeld, 19 in Waltersdorf und 15 in Reinsdorf). 1792 wurden insgesamt 82 Rittergutsuntertanen genannt (8 Bauern und 29 Kleinhäusler in Schönfeld, 9 Bauern und 16 Kleinhäusler in Waltersdorf, 7 Bauern und 12 Kleinhäusler in Reinsdorf und ein einzelnes Haus in Kahmer).

## Patrimonialgericht
Das Rittergut Schönfeld verfügte als Patrimonialgericht über die obere und die niedere Gerichtsbarkeit. 1841 wurde die obere Gerichtsbarkeit an den Staat abgetreten und danach durch das Amt Untergreiz ausgeübt. 1868 wurde die Patrimonialgerichtsbarkeit mit der Verfassung des Fürstentums Reuß älterer Linie endgültig aufgehoben.
Auf Antrag des Besitzers wurde das Rittergut Schönfeld wurde am 25. November 1868 exkommunalisiert also zu einem eigenen Gemeindebezirk. Nach der Novemberrevolution wurde das Gut 1919 Teil der Ortsgemeinde Schönfeld.
Am 28. November 1906 wurde das Rittergut allodifiziert.